# Triton X-100
Triton X-100  (OCTOXINOL 10) (9) — неионное поверхностно активное вещество. Имеет в составе молекулы гидрофобный (4-третоктилфенол) и гидрофильный фрагменты (из остатков оксида этилена, в количестве 9-10). Представляет собой очень вязкое при комнатной температуре вещество. pH 5 % раствора 6,0-8,0. Зарегистрированная торговая марка Union Carbide.

## Применение
- Широко используется как детергент в биохимических лабораториях
- Может быть использован для разрушения мембран эукариотических клеток
- Используется вместе с цвиттерионными детергентами для солюбилизации мембранных белков в их нативной структуре
- Используется практически в любом типе жидких, пастообразных и порошковых чистящих средствах, от грубых промышленных до мягких детергентов.
- Может быть использован для экстракции ДНК как часть литического буфера, обычно в 5 % растворе щелочного литического буфера

## Схожие продукты
- Triton X-114 (n = 7-8).
- Nonidet P-40 (n = 9), не путать с Tergitol NP-40 на основе 4-н-октилфенола.

## Безопасность
ЛД50 — 1900 mg/kg перорально на крысах.